# Bielefelder SK
Bielefelder SK, w skrócie BSK – niemiecki klub szachowy z siedzibą w Bielefeld.

## Historia
Klub został założony w listopadzie 1883 roku. W 1948 roku zespół zdobył wicemistrzostwo Niemiec, ulegając jedynie Essener SG 1904. We wrześniu 1990 roku nastąpiło połączenie Bieleferder SK i SV Rochade Bielefeld, w wyniku którego BSK przejął miejsce Rochade w Bundeslidze. W sezonie 1990/1991 zawodnikami klubu byli m.in. Jurij Dochojan, Igor Glek i Werner Beckemeyer. Zespół zajął wówczas ósme miejsce w lidze. Przed sezonem 1991/1992 z BSK odeszli Dochojan i Glek, a nowym szachistą klubu został Jurij Piskow. Na koniec sezonu klub został sklasyfikowany na trzynastej pozycji w lidze. W 1992 roku nastąpiło pogorszenie stosunków klubu z głównym sponsorem, w efekcie czego w zespole z Bielefeld nie grał żaden arcymistrz. W sezonie 1992/1993 zespół zajął ostatnie miejsce w krajowych rozgrywkach i spadł z Bundesligi.